# 해리엇 테일러 밀
해리엇 테일러 밀(영어: Harriet Taylor Mill, 본명: 해리엇 하디, 1807년 10월 8일 ~ 1858년 11월 3일)은 영국의 철학자이자 여성의 권리 옹호자였다. 그녀의 현존하는 저작물은 해리엇 테일러 밀의 완전 저작집(The Complete Works of Harriet Taylor Mill)에서 찾아볼 수 있다. 여러 작품은 존 스튜어트 밀의 전집(The Collected Works of John Stuart Mill)에서도 찾을 수 있으며, 특히 21권에서 발견된다.

## 초기 생애와 첫 결혼
해리엇 테일러 밀은 1807년 런던 남부 월워스에서 외과 의사인 해리엇과 토머스 하디 부부의 딸인 해리엇 하디로 태어났다. 그녀는 집에서 교육을 받았으며, 시 쓰기와 급진적이고 "자유로운 사고"에 대한 초기 관심을 표명하여 유니테리언 "자유 사상가" 윌리엄 폭스 목사의 회중과 교류하게 되었다.
테일러 밀은 1826년 18세의 나이에 첫 남편인 존 테일러와 결혼했다. 그들은 허버트, 앨저넌, 그리고 헬렌 테일러 세 자녀를 두었다. 1830년, 당시 해리엇 테일러였던 테일러 밀은 존 스튜어트 밀을 만났다. 그들이 어떻게 만났는지는 일부 추측의 대상이지만, 일부에서는 테일러의 유니테리언 회중 지도자가 계획했다고 제안한다. 존 테일러는 아내가 여성의 권리에 상호 관심이 있었기 때문에 밀을 저녁 식사에 초대했다. 테일러는 이미 시를 쓰고 있었을 뿐만 아니라 사회 개혁에도 관심이 있었고, 유용한 지식 보급 협회를 위해 방대한 윌리엄 캑스턴의 생애(대부분 인쇄 및 서면 단어의 포괄적인 역사)를 썼다. 밀을 만날 무렵, 그녀는 여성의 권리, 윤리, 관용, 결혼에 관한 일련의 미발표 작품들을 쓰고 있거나 쓰기 시작했다.
그녀와 밀의 우정은 빠르게 꽃을 피웠다. 테일러는 자신을 지적인 동등자로 대우하는 밀에게 끌렸다. 약 18개월 후, 어떤 이유로 테일러는 그들의 우정을 끊었고, 밀은 그녀에게 프랑스어로 열정적인 사랑 편지를 썼다(이 시기 그들의 관계에서 유일하게 남아있는 서신). 그 편지에서 그는 그녀의 '영원한 작별'을 받아들이기를 거부하며, '그녀의 소원은 나의 명령'이라고 말하면서도 '그녀의 길과 나의 길은 갈라져 있다고 그녀는 말하지만, 그들은 다시 만날 수 있고, 만나야만 한다'고 주장했다. 분명히 그녀는 동의했고, 그들은 곧 그 어느 때보다 가까워졌으며, 1833년에는 한 쌍의 긴 에세이인 결혼에 대하여를 교환했다.
이 에세이에서 테일러와 밀은 결혼, 별거, 이혼의 윤리적 질문을 논의한다. 테일러는 '여성의 상태를 향상시키기 위해' 필요한 것은 '애정이나 애정을 나타내는 것으로 간주되거나 심지어 간주될 수 있는 모든 것에 대한 간섭을 제거하는 것'이라고 주장한다. 그녀는 '여성들이 결혼을 통해 생계를 유지하기 위해 하나의 단일 목적으로 교육받는다'는 사실, '결혼하는 것이 그들의 존재의 목적이다'는 사실, 그리고 '그 목적이 달성되면 그들은 삶이라고 부를 만한 가치가 있는 것이나 유용한 목적에 관해서는 실제로 존재하기를 멈춘다'는 사실을 비판한다. 그녀는 또한 결혼에 '적합하다'고 여겨지는 모든 여성이(오직 처녀만이 적합하다고 여겨지기 때문에) 바로 그 사실 때문에 결혼이 무엇을 수반하는지에 대해 완전히 무지하다는 위선과 불공정함을 비판한다. 그녀는 이혼의 권리를 주장하며 '기꺼이 원치 않는 사람을 원하는 사람이 누가 있겠는가?'라고 묻는다.
그녀가 다소 반성적인 시각을 가지고 있다는 지배적인 견해와 달리, 테일러는 '지금은 그 어떤 것에서도 평등이 없으며, 모든 즐거움은 남성의 것이고 모든 불쾌함과 고통은 여성의 것이다'는 것은 확실하지만, '성별의 완벽한 평등에 의해 종류와 정도 모두에서 즐거움이 무한히 증대될 것'이라는 것도 확실하다고 말한다. 그녀는 덧붙여, '그것의 진정하고 가장 훌륭한 의미에서 성은 인간 본성에서 가장 높고, 가장 좋고, 아름다운 모든 것이 드러나는 방식인 것 같다. 시인만이 물질 세계의 아름다움에 대한 인식을 접근했을 뿐이며, 영적인 것은 말할 것도 없고, 우리에게 주어진 모든 형태와 모든 수단으로 아름다움을 인식하는 감각의 영감 없이는 아직 존재했던 시인은 없었다'고 말한다. 그녀는 에세이를 마무리하며 '가장 고상한 미덕의 가장 훌륭한 사도인 당신'(즉 밀)이 '가르칠 수 있는 사람들에게 즐거움의 종류가 높을수록 정도가 크다는 것을 가르쳐야 한다'고 말하며, 밀이 그의 훨씬 후기 에세이인 공리주의에서 제러미 벤담으로부터 물려받은 이전에 양적인 '쾌락 계산'에 쾌락의 질적 차이 개념을 도입한 것으로 알려져 있다는 점은 주목할 만하다.
[[파일:Harriet Taylor, c1830 (6882958014).jpg|섬네일|파일:Miniature portrait 1830c.
1833년 9월 말 또는 10월 초, 테일러의 남편은 시험적 별거에 동의했다. 그녀는 파리로 갔고, 그곳에서 밀은 자신과 그녀의 명성에 대한 그러한 움직임의 가능한 결과에 대한 초기 망설임이 있었던 후 그녀와 합류했다. 밀과 함께 그곳에서 극도로 행복했음에도 불구하고, 테일러는 남편에 대해 양심의 가책을 느꼈고, 그에게 고통과 가능한 대중적 굴욕을 가하고 있다는 것을 강하게 느꼈다. 결국, 그녀는 런던에 있는 남편에게 돌아가기로 결정했지만, 1834년 여름까지 그녀는 케스턴 히스에 있는 자신의 집에서 살고 있었다. 밀은 다음 20년 동안 케스턴 히스에 있는 테일러의 집을 자주 방문했으며, 그녀와 때로는 그녀의 자녀들(특히 프랑스에서)과 함께 여행했다.

## 밀과의 결혼
존 테일러가 1849년에 사망한 후, 테일러와 밀은 2년을 기다려 1851년에 결혼했다. 테일러는 이미 그 둘이 일으킨 스캔들보다 더 큰 스캔들을 만들기를 주저했다. 밀의 "결혼 선언"은 그의 '완벽한 평등' 모델을 반영했다. 테일러 밀은 국내 폭력과 1851년에 출판된 여성의 참정권에 대한 밀과의 공동 저작을 포함하여 여러 편의 에세이를 썼다.

## 자신의 작품
테일러 밀은 셋째 아이인 헬렌(그녀 역시 여성의 권리, 특히 교육 및 투표권에 대한 운동가가 되었다)을 임신했을 때 작품을 출판하기 시작했다. 그녀는 유니테리언 저널인 월간 레포지토리와 유용한 지식 보급 협회에 다양한 문헌을 제공했다. 그녀는 수년 동안 많은 기여를 했지만, 그녀 자신의 작품 중 생전에 그녀의 이름으로 출판된 것은 거의 없었다. 그녀는 1840년대에 모닝 크로니클, 데일리 뉴스, 선데이 타임즈에 익명으로 게재된 국내 폭력에 대한 여러 신문 기사의 공동 저자였다. 그녀는 존 스튜어트 밀이 작성한 모든 자료를 읽고 코멘트했으며, 밀은 그녀를 자신의 많은 작품, 특히 그녀가 사망한 지 1년 후인 1859년에 출판된 자유론에 귀중한 기여자라고 불렀다. 그녀는 또한 정치경제학 원론에도 기여했다.
실제로 밀은 자신의 자서전에서 테일러 밀을 자신의 이름으로 출판된 대부분의 책과 기사의 공동 저자라고 주장했다. 그는 "두 사람이 사상과 사색을 완전히 공유할 때, 독창성이라는 문제에 있어서 누가 펜을 쥐고 있는지는 중요하지 않다"고 덧붙였다. 그녀의 협력의 성격과 범위에 대한 논쟁은 계속되고 있다. 밀의 친구 중 그녀를 만날 수 있었던 사람은 거의 없었다. 그녀를 만날 수 있었던 토머스와 제인 칼라일은 그녀의 능력에 대해 호의적인 평가를 내리지 않았다. 토머스 칼라일은 그녀를 "지혜롭지 못한 지성으로 가득 차서 어리석은 질문을 계속해서 묻는" 사람이라고 묘사했고, 제인은 그녀를 "유별나게 허세 부리고 공허한 존재"라고 생각했다.
1854년에 밀이 쓴 편지는 그녀와 존 스튜어트 밀의 공로가 서로에게 있다는 것을 시사한다. "나는 우리가 쓴 최고의 책, 앞으로 나올 책의 표지에 우리 두 사람의 이름이 들어가지 않는 한 결코 만족하지 않을 것이다. 내가 출판하는 모든 것에 그렇게 되어야 한다. 왜냐하면 그 모든 것의 더 나은 절반은 당신의 것이기 때문이다." 이것은 남편 사망 후에도 그녀가 어떤 주저함을 가지고 있었음을 나타낸다는 추측이 있다. 확실히, 그는 1848년에 정치경제학 원론에 대한 헌정으로 제안되었을 때조차도 생전에 그녀의 이름이 밀과 공개적으로 연결되는 것을 매우 주저했다. 그러나 이 편지는 밀의 자서전과 그들의 작품에 대한 텍스트 분석에서 얻은 증거에 덧붙여, 두 사람이 많은 작품에서 한 쌍으로 일했음을 보여준다.

## 사망과 인정
해리엇 테일러 밀은 1858년 11월 3일 프랑스 아비뇽의 호텔 드 유로프에서 심한 폐 울혈로 사망했다. 조 엘런 제이컵스는 사망 원인이 첫 남편에게서 감염된 매독일 수 있다고 주장했다. 그러나 이 사후 진단은 논란의 여지가 있다.

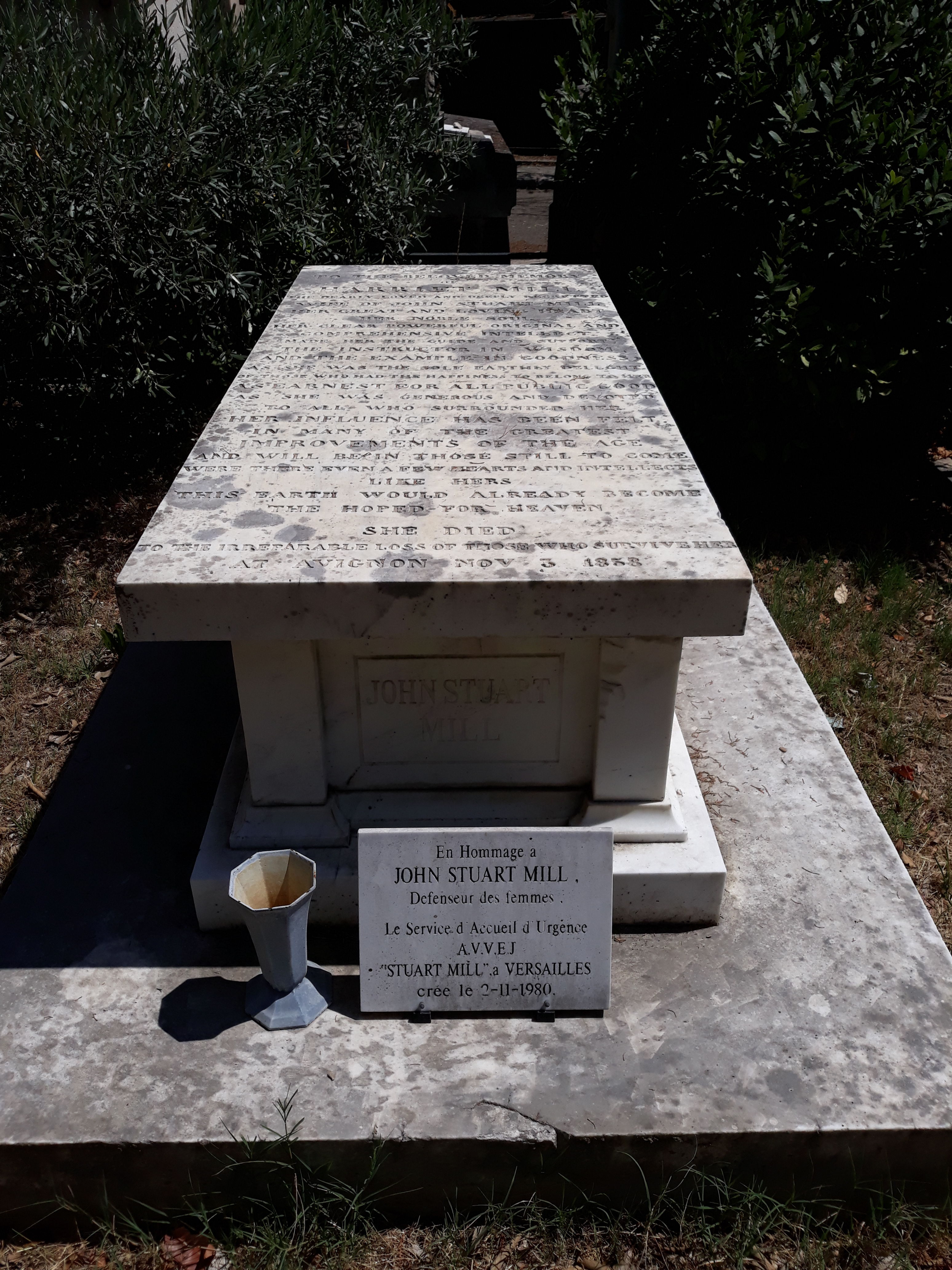
아비뇽에 있는 해리엇 테일러 밀의 묘비

그녀의 사망 후, 존 스튜어트 밀은 다음과 같이 썼다.
| “ | 만약 내가 그녀의 무덤에 묻힌 위대한 생각과 고귀한 감정의 절반이라도 세상에 해석해 줄 수 있다면, 나는 그녀의 거의 비할 데 없는 지혜의 도움 없이 내가 쓸 수 있는 어떤 것보다도 세상에 더 큰 이익을 가져다주는 매개체가 될 것이다. | ” |

베를린 경제 법학 대학에는 2001년에 설립된 해리엇 테일러 밀 경제 및 젠더 연구소가 그녀의 이름을 따서 명명되었다. 그녀는 2020년에 같은 이름의 책인 철학자 여왕에 포함되었다.

## 같이 보기
- 여성주의의 역사
- 참정권론자 목록
- 영국의 여성 참정권

## 추가 자료
- Jacobs, Jo-Ellen (2002) The Voice of Harriet Taylor Mill (Indiana University Press).
- Jacobs, Jo-Ellen (1994). 'The Lot of Gifted Ladies is Hard': A Study of Harriet Taylor Mill Criticism'. Hypatia 9/3, 132-172.
- McCabe, Helen (2020) 'Harriet Taylor' in Buxton, Rebecca and Whiting, Lisa (Ed) The Philosopher Queens (Unbound).
- McCabe, Helen (2020), "Political … civil and domestic slavery": Harriet Taylor Mill and Anna Doyle Wheeler on marriage, servitude, and socialism'. British Journal for the History of Philosophy published online 4 May 2020.
- McCabe, Helen (2019) 'Harriet Taylor'. In: EILEEN HUNT BOTTING, SANDRINE BERGES and ALAN COFFEE, eds., The Wollstonecraftian Mind Routledge. 248-26.
- Rossi, Alice S. (1970). Sentiment and Intellect:  The Story of John Stuart Mill and Harriet Taylor Mill, in Rossi, Alice S. (Ed), Essays on Sex Equality. The University of Chicago Press.